# Chrysobothris breviloboides
Chrysobothris breviloboides är en skalbaggsart som beskrevs av Barr 1969. Chrysobothris breviloboides ingår i släktet Chrysobothris och familjen praktbaggar. Inga underarter finns listade i Catalogue of Life.